# Sister Rocks (Grenada)
Sister Rocks (auch: Two Brothers) sind Felsen vor der Westküste von Carriacou, einer zu Grenada gehörenden Insel der Kleinen Antillen in der Karibik.

## Geographie
Die Felsen liegen westlich von Jack Iron Point, vor einem der Westzipfel der Insel.